# Ciorogârla
Ciorogârla est une commune roumaine située dans le județ d'Ilfov.

## Démographie
En 2021, la population était de 7 511 habitants.